# Dani Marino
Daniela dos Santos Domingues Marino, mais conhecida como Dani Marino (Santos) é uma professora e pesquisadora brasileira da área de história em quadrinhos. Graduada em Letras, Dani é também Mestre em Comunicação pela ECA-USP (concluído em 2018), integrante do Observatório de Histórias em Quadrinhos, da mesma instituição, foi colaboradora do portal de cultura pop Minas Nerds. Também é membro da Associação de Pesquisadores em Arte Sequencial (ASPAS). Sua dissertação, sobre a Gibiteca de Santos, foi orientada por Waldomiro Vergueiro.
Em 2019, ao lado da historiadora Laluña Machado, Dani lançou o livro Mulheres & Quadrinhos (editora Skript), que reúne 120 mulheres envolvidas com quadrinhos no Brasil, que participam com HQs, entrevistas, depoimentos e textos acadêmicos em mais de 500 páginas. A parte acadêmica do livro foi disponibilizada gratuitamente em forma de e-book no ano seguinte. Também em 2020, Dani estreou como roteirista de quadrinhos com a HQ Lia Harumi: Sem Limites, coescrita por Carol Pimentel e desenhada por Lia Harumi (que inspirou a personagem principal do livro). O quadrinho, no estilo mangá, conta o dia-a-dia de uma garota nerd e será publicado pela editora Skript a partir de financiamento coletivo no site Catarse.
Em 2020, Dani ganhou o Troféu HQ Mix nas categorias "Livro teórico" e "Publicação mix", ambas pelo livro Mulheres & Quadrinhos.